# 多伊瓦拉
多伊瓦拉（Doiwala），是印度北阿坎德邦Dehradun县的一个城镇。总人口8047（2001年）。

## 人口
该地2001年总人口8047人，其中男性4339人，女性3708人；0—6岁人口912人，其中男467人，女445人；识字率76.18%，其中男性为81.84%，女性为69.55%。